# Max Hainle
Max Otto Hainle (Dortmund, 23 de febrer de 1882 – 19 d'abril de 1961) va ser un nedador alemany que va competir a principis del segle xx.
El 1900 va prendre part en els Jocs Olímpics de París, on va guanyar la medalla d'or en la prova dels 200 metres per equips, junt a Ernst Hoppenberg, Julius Frey, Max Schöne i Herbert von Petersdorff. En els 1000 metres lliures acabà en quarta posició. A banda del programa de natació, també formà per de l'equip Berliner Swimming Club Otter que representà Alemanya en la competició de waterpolo.